# Tillandsia schiedeana
Tillandsia schiedeana là một loài thuộc chi Tillandsia. Đây là loài bản địa của Costa Rica, México và Venezuela.

## Hình ảnh

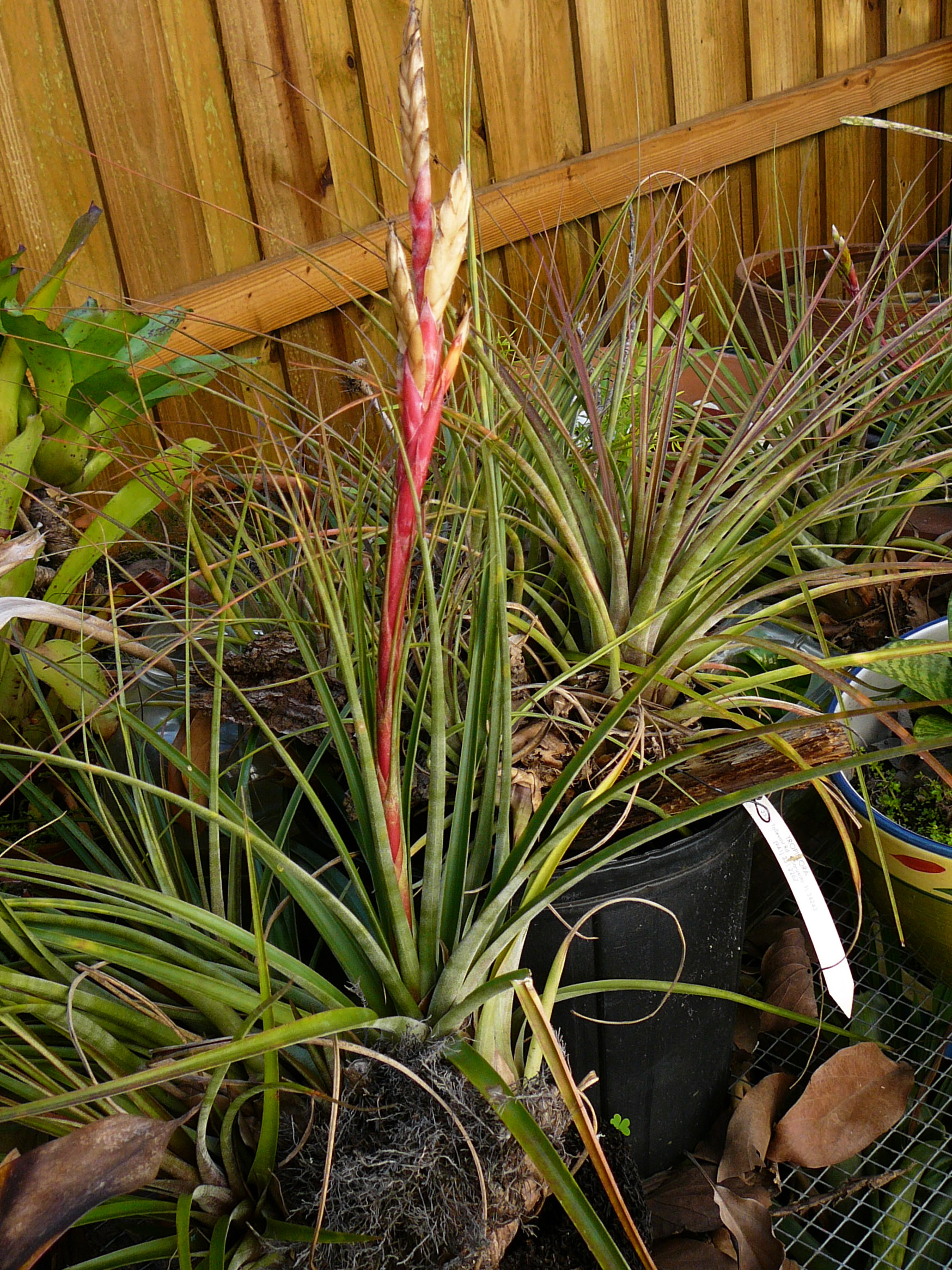
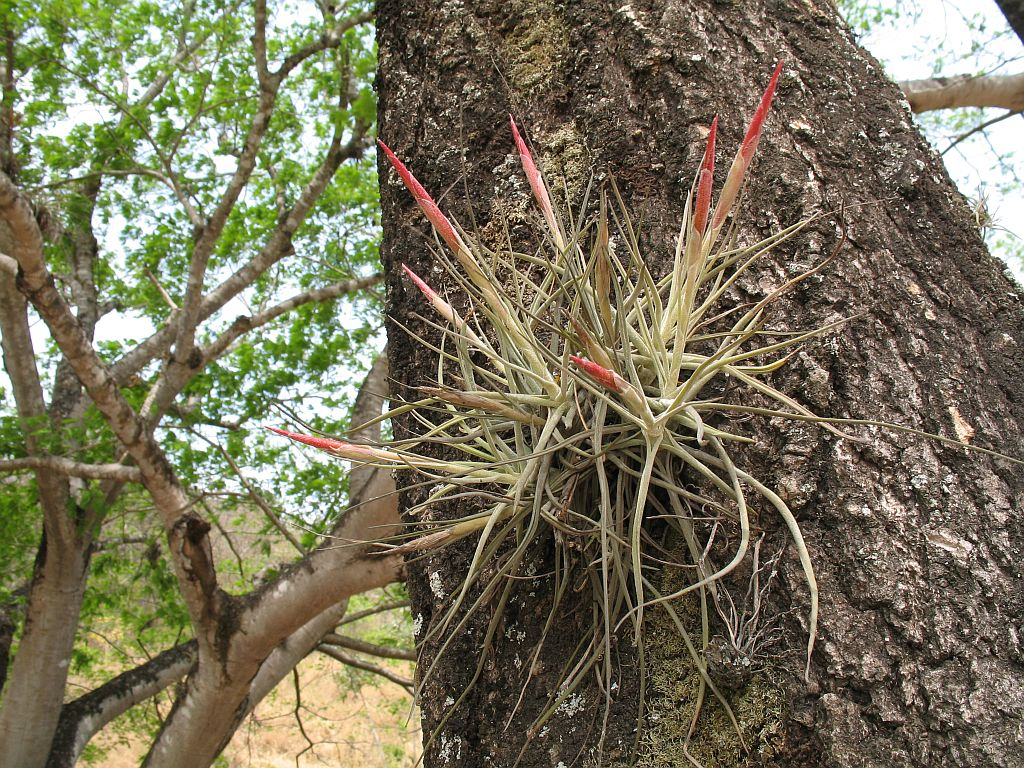
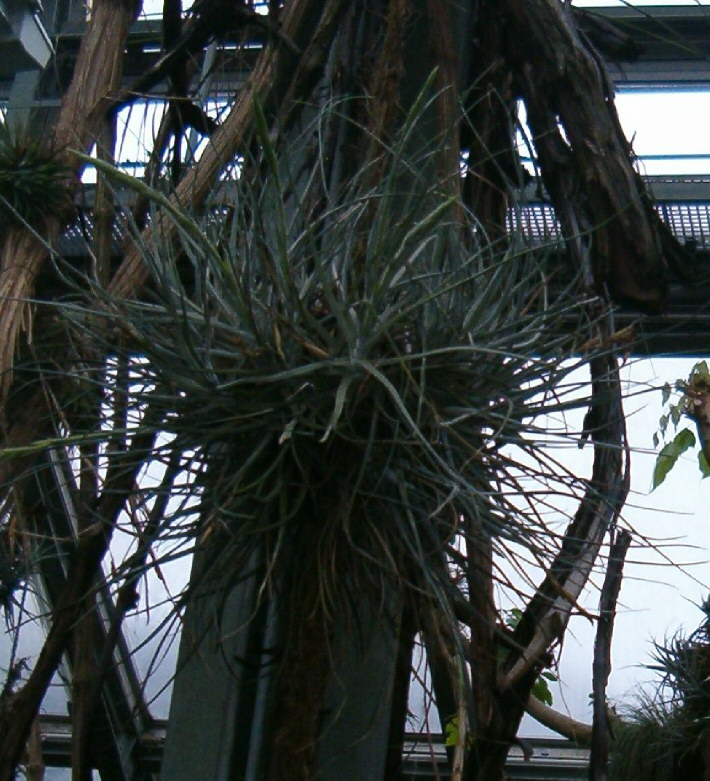

## Giống
- Tillandsia 'Bruce Aldridge'
- Tillandsia 'Candela'
- Tillandsia 'Jack Staub'
- Tillandsia 'Laurie'
- Tillandsia 'Little Star'
- Tillandsia 'Peltry Jellyfish'
- Tillandsia 'Pixie'
- Tillandsia 'Starburst'
- Tillandsia 'Tiki Torch'
- Tillandsia 'Tooshi'